# Borgerkrig
En borgerkrig er en krig mellem organiserede grupper indenfor et enkelt samfund, normalt en stat. 
De fleste borgerkrige er blevet udkæmpet på basis af politiske uenigheder (f.eks. den amerikanske, russiske, spanske og græske borgerkrig). Andre udkæmpes på basis af etniske og/eller religiøse tilhørsforhold, (jugoslaviske, libanesiske, Rwanda, Irak). Ofte vil stormagter i udlandet være indblandet ved at støtte den ene eller flere parter i borgerkrigen.
Ifølge en optælling var der 213 borgerkrige i verden i tidsrummet 1816-1997, hvoraf 104 fandt sted efter 1944.

## Afgrænsning
Den amerikanske borgerkrigsforsker James Fearon definerer en borgerkrig som "... en voldelig konflikt indenfor et land udkæmpet af organiserede grupper, som forsøger at tage magten i landets centrum eller i en region, eller at ændre regeringens politik." Ofte regner man desuden med, at en konflikt skal indebære mere end 1000 dødsfald for at blive klassificeret som en borgerkrig. Projektet Correlates of War, et datasæt, der er udbredt blandt konfliktforskere, opererer med en afgrænsning på mindst 1000 krigsrelaterede dødsfald pr. år, konflikten varer. Det medfører, at kendte konflikter som konflikten i Nordirland og ANC's kamp mod apartheid-styret i Sydafrika ikke klassificeres som borgerkrige.

## Begrebets historie
Større konflikter med mange dødsfald inden for et enkelt organiseret samfund er et fænomen, der har været ganske almindeligt i mange forhistoriske og antikke samfund; men det var først i Romerriget på et tidspunkt mellem det 1. århundrede f.v.t. og det 5. århundrede e.v.t., at man begyndte at opfatte og kategorisere dette som en særlig form for krig, der på latin kaldtes bellum civile. Den tidligst kendte person, der har brugt begrebet, er den romerske politiker og skribent Marcus Tullius Cicero, der i 66 fvt. anvendte det i en tale på Forum Romanum. Godt 100 år senere skrev den romerske digter Marcus Annaeus Lucanus tibindsværket De Bello Civile ("Om borgerkrigen") om striden mellem Julius Cæsar og det romerske senats styrker ledet af hærføreren Pompejus.
Efter romerrigets undergang gik begrebet imidlertid omtrent i glemmebogen og begyndte først at blive anvendt igen i 1600-tallet. Selvom klassiske tekster som Lucanus' værk var kendt blandt lærde og gejstlige i 1400-tallet, anvendte samtidige kommentatorer således ikke begrebet borgerkrig om de engelske rosekrige, der fandt sted i dette århundrede. Først et par hundrede år senere begyndte man at hæfte dette begreb på rosekrigene. Det engelske begreb "civil war" blev første gang anvendt i 1651 med henvisning til den engelske borgerkrig 1642-51 mellem det engelske parlament og de engelske konger Karl 1. og senere Karl 2.

## Nogle kendte borgerkrige
| År        | Borgerkrig                                                                  | Land        |
| --------- | --------------------------------------------------------------------------- | ----------- |
| 1131–1134 | Borgerkrigen mellem Kong Niels og Erik Emune. Endte ved Slaget ved Fodevig. | Danmark     |
| 1146–1157 | Borgerkrigen 1146-1157                                                      | Danmark     |
| 1455–1485 | Rosekrigene                                                                 | England     |
| 1534–1536 | Grevens fejde                                                               | Danmark     |
| 1642–1651 | Den engelske borgerkrig                                                     | England     |
| 1861–1865 | Den amerikanske borgerkrig                                                  | USA         |
| 1918–1922 | Den russiske borgerkrig                                                     | Rusland     |
| 1918      | Den finske borgerkrig                                                       | Finland     |
| 1922–1923 | Den irske borgerkrig                                                        | Irland      |
| 1926–1949 | Den kinesiske borgerkrig                                                    | Kina        |
| 1936–1939 | Den spanske borgerkrig                                                      | Spanien     |
| 1946–1949 | Den græske borgerkrig                                                       | Grækenland  |
| 1971      | Den pakistanske borgerkrig                                                  | Pakistan    |
| 1972–1990 | Den nicaraguanske borgerkrig                                                | Nicaragua   |
| 1975–2002 | Den angolanske borgerkrig                                                   | Angola      |
| 1975–1990 | Den libanesiske borgerkrig                                                  | Libanon     |
| 1977–1992 | Borgerkrigen i Mozambique                                                   | Mozambique  |
| 1983–2005 | Den 2. sudanske borgerkrig                                                  | Sudan       |
| 1991–1995 | Den jugoslaviske borgerkrig                                                 | Jugoslavien |
| 2011–nu   | Borgerkrigen i Syrien                                                       | Syrien      |